# ゾロチフ城
ゾロチフ城（ゾロチフじょう、ウクライナ語: Золочівський замок）は、ガリツィア（現在のウクライナ・リヴィウ州の一部）のゾロチフ（ポーランド語: Zloezów）南東部にある2つの小さな川の合流地点にある丘に建つソビエスキ貴族（シュラフタ）一族の邸宅であった。
長方形の要塞はクリミア・タタール人の奴隷労働を利用してヤクブ・ソビエスキの手により1634年から1636年にかけて建てられた。ソビエスキ家の城はそれぞれの角に4つの五角形の塔がある当時のオランダ・バロック建築の頑丈な壁に包含された。所謂、大宮殿（Grand Palace）である。平屋のウィングに挟まれた小型の薄紫色をしたロタンダである中国式宮殿（Chinese Palace）は、17世紀にフランス生まれの妻であるマリー王妃に対するヤン3世からのプレゼントとして加えられた。
1672年、オスマン帝国海軍の大提督であったカブタン・パシャの指揮のもと、城はオスマン帝国による6日間の包囲攻撃後に取り込まれた。3年後、オスマン帝国陸軍による新たな包囲攻撃を乗り切った。1737年にヤクブ・ルドヴィク・ソビエスキが亡くなった後、城はラジヴィウ家君主一族に、1801年以降はサクソン人紋章のウカシュ・コマルニツキ・パウリコビッチ伯爵に引き渡され、1834年に伯爵の相続人がオーストリア＝ハンガリー・クローネで売却した。
19世紀になって、城は病院や兵舎としての利用に適応させた。1872年に刑務所に変わり、ポーランド侵攻後も継続した。城の敷地にソビエト連邦の内務人民委員部の犠牲者を追悼する礼拝堂がある。
1985年以降、総合施設は修復の上でボリス・ヴォズニツキ リヴィウ国立美術館によって管理されている。近年、敷地が訪問者に開放され始めている。13世紀からの25以上の欧州紋章、化石化したシャンデリア、および象徴的なルスの王冠のレプリカなどの展示品はリューリク朝の第2代ハールィチ・ヴォルィーニ大公であるダヌィーロ・ロマーノヴィチのものと似ているとされる。